# Francisco Riveros (cyclisme)
Francisco Riveros (né le 11 novembre 1994,) est un coureur cycliste paraguayen. Multiple champion national, il représente régulièrement son pays lors de grands événements internationaux, comme les championnats panaméricains. 

## Palmarès et résultats

### Par année
- 2013
  - 2e du championnat du Paraguay du contre-la-montre espoirs
- 2014
  - 2e du championnat du Paraguay du contre-la-montre espoirs
- 2015
  - 2e du championnat du Paraguay du contre-la-montre espoirs
- 2016
  - 2e du championnat du Paraguay du contre-la-montre espoirs
  - 2e du championnat du Paraguay sur route espoirs
- 2017
  - 2e du championnat du Paraguay sur route
  - 3e du championnat du Paraguay du contre-la-montre
- 2018
  - 2e étape de la Copa Jaguarete
  - 2e du championnat du Paraguay du contre-la-montre
  - 2e de la Copa Jaguarete
- 2019
  -  Champion du Paraguay sur route
  - 3e du championnat du Paraguay du contre-la-montre
- 2020
  -  Champion du Paraguay du contre-la-montre
  - 2e du championnat du Paraguay sur route
- 2021
  -  Champion du Paraguay du contre-la-montre
  -  Champion du Paraguay sur route
- 2022
  -  Champion du Paraguay du contre-la-montre
  - Tour del Este
- 2023
  -  Champion du Paraguay sur route
  -  Champion du Paraguay du contre-la-montre
- 2024
  -  Champion du Paraguay du contre-la-montre
- 2025
  -  Champion du Paraguay du contre-la-montre

### Classements mondiaux
| Année                                 | 2021 | 2022  | 2023 | 2024  |
| ------------------------------------- | ---- | ----- | ---- | ----- |
| Classement mondial                    | 687e | 1211e | 884e | 1576e |
| UCI America Tour                      | 74e  | 155e  | 95e  | nc    |
|                                       |      |       |      |       |
| Légende : nc = non classéSource : UCI |      |       |      |       |